# زاون آبراهامیان
زاون آبراهامیان (ارمنی: Զավեն Աբրահամյան؛  زادهٔ ۱۳ اوت ۱۹۴۸ - درگذشته ۲۷ نوامبر ۲۰۲۰) بازیگر اهل ارمنستان بود. وی بین سال‌های - تا - میلادی فعالیت می‌کرد.

## زندگی‌نامه
وی در ۱۳ اوت ۱۹۴۸ در ایروان به دنیا آمد و از انستیتو دولتی هنری و نمایشی ایروان (۱۹۶۷) فارغ‌التحصیل گشت. وی در تئاتر مخاطبان نوجوان (۱۹۷۲) و تئاتر کمدی موزیکال پارونیان (۱۹۹۴) فعالیت می‌کرد. همچنین برندهٔ جوایزی همچون هنرمند شایسته جمهوری ارمنستان (۲۰۰۵) و مدال طلای وزارت فرهنگ جمهوری ارمنستان شده است. وی در ۲۷ نوامبر ۲۰۲۰ در سن ۷۲ سالگی درگذشت.